# Семененко, Пётр Георгиевич
Петр Георгиевич Семененко; (23 января 1946, посёлок Рутченково, Сталинская область, Украинская ССР, СССР — 10 августа 2005, Сочи, Россия) — генеральный директор (1987—2005) и председатель совета директоров петербургского «Кировского завода», заслуженный машиностроитель РФ (1996), академик Российской академии естественных наук (РАЕН).

## Биография
Родился 23 января 1946 года в поселке Рутченково (ныне часть города Донецка), Сталинской области.
Начал обучение в Николаевском кораблестроительном институте, а затем перевелся в Ленинградский кораблестроительный институт, который окончил 1970 году, по специальности «Судовые силовые установки». 
Погиб 10 августа 2005 года в Сочи на 59-м году жизни. Похоронен на Никольском кладбище Александро-Невской лавры в Санкт-Петербурге.

## Кировский завод
В 1970 году, сразу после окончания института, начал работу на «Кировском заводе» на должности сменного мастера. Позже занимал там посты заместителя начальника и начальника цеха, главного строителя паротурбинных установок для атомных подводных лодок «Акула».
В 1978 году Петр Семененко занял должность директора танкового производства. В период его руководства был создан первый в мире танк с газотурбинным двигателем (Т-80).
В 1987 году Петр Георгиевич был назначен генеральным директором ПО «Кировский завод».
В 1992 году завод был приватизирован. В этом же году по решению учредительного собрания Петр Семененко принял обязанности генерального директора «Кировского завода».
В 1994 году Петр Семененко стал председателем совета директоров «Кировского завода».
В условиях рыночной экономики, при отсутствии госзаказов и угрозе закрытия завода, Петру Георгиевичу удалось сохранить производство. Он реорганизовал предприятие в группу из 15 небольших компаний, каждая из которых специализировалась на производстве гражданской продукции.
Под руководством Семененко были налажены и внедрены в серийное производство десятки новых видов техники для сельского хозяйства, дорожного и промышленного строительства. Так же около 40 % из 200 га земли предприятия начали сдавать в аренду. Число арендаторов превысило 600.
С 1995 года акции общества стали продаваться на бирже РТС. Основной пакет акций принадлежал Петру Семененко и к 2005 году представлял почти 75 % голосов на общем собрании акционеров.

## Общественная деятельность
С 1992 года являлся членом партии Всероссийский союз «Обновление».
С 1992 по 1994 год состоял в Совете по промышленности и предпринимательству при Правительстве РФ.
С 1996 года входил в состав совета директоров банка «МЕНАТЕП — Санкт-Петербург».
Бывший член Комиссии при президенте Российской Федерации по Государственным премиям в области науки и техники.
Являлся корреспондентом Санкт-Петербургской инженерной академии, членом Академии проблем качества и Российской академии естественных наук.
Являлся вице-президентом Союза промышленников и предпринимателей Санкт-Петербурга и Ассоциации промышленных предприятий Санкт-Петербурга, членом комиссии по развитию бизнеса в Санкт-Петербурге Центра стратегических международных исследований США и Координационного совета Общественного движения «Промышленность Санкт-Петербурга».

## Состояние
В 2004 году имел примерно 21 % акций ОАО «Кировский завод». В 2005 году вошёл в список богатейших людей Санкт-Петербурга. По данным журналов «Форбс» и «Финанс» его состояние, составляло 2,7 млрд рублей ($95 млн).
На 2005 год владел следующими пакетами акций
| \| Название \| Отрасль \| Количество акций, % \| \| --------------------------------------------------------------------------------------- \| ---------------------------------------------------------------------------------------------------------------------------------------------------------------------------------------------------------------------------------------------------------------------------------------------- \| ------------------- \| \| ОАО «Кировский завод» \| металлургическое производство, турбостроение и машиностроение \| 14,57 \| \| ЗАО «Атомэнерго» \| производство и реализация насосов для атомных электростанций, судовых механизмов, гидротурбин малой энергетики и запасных частей к ним \| 100 \| \| ЗАО «Гейзер» \| изготовление всех видов инструмента и технологической оснастки \| 100 \| \| ЗАО «Гидравлика» \| производство и реализация гидравлических агрегатов для транспортных средств, подъемно-транспортного и иного оборудования, а также ремонт и сервисное обслуживание этого оборудования \| 100 \| \| ЗАО «Дворец культуры и техники им. Газа» \| организация театральной, выставочной и концертной деятельности в сфере культуры и искусства \| 100 \| \| ЗАО Детский пансионат с лечением «Кировец» \| предоставление услуг курортного отдыха и оздоровления для детей и взрослых \| 100 \| \| ЗАО Завод «Киров-Энергомаш» \| производство газовых и паровых турбин, агрегатов и экологического оборудования \| 100 \| \| ЗАО Завод «Универсалмаш» \| производство и реализация продукции производственно-технического назначения для отраслей промышленности, строительства, сельского хозяйства, товаров народного потребления, транспортных средств, подъемно — транспортного оборудования, гусеничных машин, кранов, а также специальной техники \| 100 \| \| ЗАО «Кировец-ЛандТехник» \| производство кормоуборочных комбайнов и других сельскохозяйственных машин \| 100 \| \| ЗАО «Кировтелеком» \| предоставление услуг связи; внедрение и эксплуатация автоматизированных систем управления (АСУ), АРМ, ПТК, ПК \| 100 \| \| ЗАО «КировТЭК» \| производство, передача, распределение электрической и тепловой энергии; выпуск продукции, переработанной на объектах Общества, для обеспечения потребителей горячей водой, полученной от своих котельных, паром, сжатым воздухом, оборотной и технической водой \| 100 \| \| ЗАО «Кузнечный завод» \| штамповка металлических заготовок \| 100 \| \| ЗАО «Локомотив» \| все виды перевозок любым видом транспорта, в том числе железнодорожным \| 100 \| \| ЗАО «Металик» \| производство стальных горячих штамповок и поковок \| 100 \| \| ЗАО Металлургический завод «Петросталь» \| металлургия и производство горячекатаного стального сортового проката широкого ассортимента \| 100 \| \| ЗАО Пансионат «Усадьба Михайловка» (СПб, Петродворец-5) \| организация отдыха детей с родителями \| 100 \| \| ЗАО «Петербургский тракторный завод» \| производство тракторов для сельского хозяйства, строительно-дорожных и лесопромышленных машин \| 100 \| \| ЗАО Санаторий «Белые Ночи» (Сочи) \| санаторно-курортная деятельность \| 100 \| \| ЗАО Санаторий «Стрельна» \| санаторно-курортная деятельность \| 100 \| \| ЗАО «Спецпривод» \| производство редукторов, гидротрансформаторов, механообработка \| 100 \| \| ЗАО Стадион «Кировец» \| организация и проведение соревнований по различным видам спорта, спортивно-зрелищных мероприятий \| 100 \| \| ЗАО «Центр МИОТ» \| оказание метрологических и сертификационных услуг, оказание услуг по охране труда и промышленной безопасности \| 100 \| \| ОАО Промышленный комплекс «Энергия» (Ленобласть, МО Ломоносовский район, пос. Горелово) \| покупка и транспортировка электроэнергии, воды, природного газа и снабжение ими объектов учредителя и сторонних организаций \| 100 \| \| ОАО Синтез-Кировец \| производство резинотехнических изделий, оптовая торговля ими и другими изделиями \| 100 \| \| ОАО «Тетрамет» \| все виды механообработки, оптовая торговля металлами \| 100 \| \| ОАО «Принт СТО» \| изготовление нестандартизированного оборудования \| 100 \| \| ОАО «Уником» \| изготовление инструмента и технологической оснастки \| 91,4 \| \| ЗАО «Сплав» \| производство цветного, чугунного и стального литья \| 71,7 \| \| ЗАО ПКБ «Автоматика» \| НИОКР и конструкторско-инжиниринговая деятельность \| 60 \| \| ООО Морской перегрузочный комплекс «Кировского завода» \| проектирование, строительство, реконструкция и эксплуатация морского перегрузочного комплекса (терминала) \| 80 \| \| ООО СП «Кировец-ЛандТехник СПб» \| производство кормоуборочных комбайнов и других сельскохозяйственных машин \| 51 \| \| ЗАО «Путиловская электростанция» \| строительство и эксплуатация электростанции \| 50 \| \| ЗАО «Остров» \| оказание складских услуг \| 50 \| \| ОАО «Петербургская ярмарка» \| организация и проведение выставок, ярмарок и презентаций \| 50 \| \| ОАО «Экспомаркет» \| организация и эксплуатация таможенных и консигнационных складов \| 50 \| \| ЗАО «Керамин Санкт-Петербург» (Ленобласть, МО Ломоносовский район, пос. Горелово) \| производство керамических изделий \| 35 \| - Орден «Знак Почета» (1975). - Лауреат Государственной премии СССР (1987) — за работу в области тяжелого машиностроения. - Почетное звание «Заслуженный машиностроитель РФ» (1996). - Лауреат Государственной премии Российской Федерации (1997) — за создание и внедрение в производство унифицированного ряда базовых колесных машин для дорожного строительства. - Почетное звание «Заслуженный Кировец» (1997). - Юбилейная медаль «300 лет Российскому флоту». - Знак «За труд и верность» (2001) (номер 1) — самой почетной наградой АО «Кировский завод». - Медаль «В память 300-летия Санкт-Петербурга» (2003). - Знак отличия «За заслуги перед Санкт-Петербургом» (2004). - Лауреат премии Правительства Российской Федерации в области науки и техники (2006) (посмертно) — за разработку принципиально новых высокопроизводительных турбокомпрессорных установок авиационной компактности (1кг/кВт) при стационарном ресурсе (100000 часов), внедрение в широкое серийное производство и создание на их основе энергокомплексов тяжелых кораблей, атомных ледоколов, металлургических и химических комбинатов, превышающих мировой уровень. Жена — Лариса Ивановна Семененко, на 2023 год являлась директором «Фонда имени Петра Семененко». Дочь — Семененко Наталья Петровна (1974). Сын — Семененко Георгий Петрович (1982) — после смерти отца занял пост генерального директора Кировского завода. - Памятник-бюст директору Производственного объединения «Кировский завод» П. Г. Семененко (Санкт-Петербург, 2005, скульптор К. И. Гарапач). - Мемориальная доска П. Г. Семененко, директору Производственного объединения «Кировский завод» (Санкт-Петербург, 2006, скульптор К. И. Гарапач). - Один из залов, в музее «Кировского завода», посвящен П. Г. Семененко. - Фонд имени Петра Семененко. - В 2018 году безымянный сквер в Санкт-Петербурге был частично реконструирован и назван именем Петра Семененко. В 2022 году была открыта вторая отреставрированная часть сквера. В 2023 году были установлены 18 бронзовых барельефов, рассказывающих об истории завода. 1. 2. 3. 4. 5. 6. 7. 8. 9. 10. 11. 12. 13. 14. 15. 16. 17. 18. 19. 20. 21. 22. 23. 24. 25. 26. 27. 28. 29. 30. 31. | |                     |
| Название | Отрасль | Количество акций, % |
| ОАО «Кировский завод» | металлургическое производство, турбостроение и машиностроение | 14,57               |
| ЗАО «Атомэнерго» | производство и реализация насосов для атомных электростанций, судовых механизмов, гидротурбин малой энергетики и запасных частей к ним | 100                 |
| ЗАО «Гейзер» | изготовление всех видов инструмента и технологической оснастки | 100                 |
| ЗАО «Гидравлика» | производство и реализация гидравлических агрегатов для транспортных средств, подъемно-транспортного и иного оборудования, а также ремонт и сервисное обслуживание этого оборудования | 100                 |
| ЗАО «Дворец культуры и техники им. Газа» | организация театральной, выставочной и концертной деятельности в сфере культуры и искусства | 100                 |
| ЗАО Детский пансионат с лечением «Кировец» | предоставление услуг курортного отдыха и оздоровления для детей и взрослых | 100                 |
| ЗАО Завод «Киров-Энергомаш» | производство газовых и паровых турбин, агрегатов и экологического оборудования | 100                 |
| ЗАО Завод «Универсалмаш» | производство и реализация продукции производственно-технического назначения для отраслей промышленности, строительства, сельского хозяйства, товаров народного потребления, транспортных средств, подъемно — транспортного оборудования, гусеничных машин, кранов, а также специальной техники | 100                 |
| ЗАО «Кировец-ЛандТехник» | производство кормоуборочных комбайнов и других сельскохозяйственных машин | 100                 |
| ЗАО «Кировтелеком» | предоставление услуг связи; внедрение и эксплуатация автоматизированных систем управления (АСУ), АРМ, ПТК, ПК | 100                 |
| ЗАО «КировТЭК» | производство, передача, распределение электрической и тепловой энергии; выпуск продукции, переработанной на объектах Общества, для обеспечения потребителей горячей водой, полученной от своих котельных, паром, сжатым воздухом, оборотной и технической водой                                | 100                 |
| ЗАО «Кузнечный завод» | штамповка металлических заготовок | 100                 |
| ЗАО «Локомотив» | все виды перевозок любым видом транспорта, в том числе железнодорожным | 100                 |
| ЗАО «Металик» | производство стальных горячих штамповок и поковок | 100                 |
| ЗАО Металлургический завод «Петросталь» | металлургия и производство горячекатаного стального сортового проката широкого ассортимента | 100                 |
| ЗАО Пансионат «Усадьба Михайловка» (СПб, Петродворец-5) | организация отдыха детей с родителями | 100                 |
| ЗАО «Петербургский тракторный завод» | производство тракторов для сельского хозяйства, строительно-дорожных и лесопромышленных машин | 100                 |
| ЗАО Санаторий «Белые Ночи» (Сочи) | санаторно-курортная деятельность | 100                 |
| ЗАО Санаторий «Стрельна» | санаторно-курортная деятельность | 100                 |
| ЗАО «Спецпривод» | производство редукторов, гидротрансформаторов, механообработка | 100                 |
| ЗАО Стадион «Кировец» | организация и проведение соревнований по различным видам спорта, спортивно-зрелищных мероприятий | 100                 |
| ЗАО «Центр МИОТ» | оказание метрологических и сертификационных услуг, оказание услуг по охране труда и промышленной безопасности | 100                 |
| ОАО Промышленный комплекс «Энергия» (Ленобласть, МО Ломоносовский район, пос. Горелово) | покупка и транспортировка электроэнергии, воды, природного газа и снабжение ими объектов учредителя и сторонних организаций | 100                 |
| ОАО Синтез-Кировец | производство резинотехнических изделий, оптовая торговля ими и другими изделиями | 100                 |
| ОАО «Тетрамет» | все виды механообработки, оптовая торговля металлами | 100                 |
| ОАО «Принт СТО» | изготовление нестандартизированного оборудования | 100                 |
| ОАО «Уником» | изготовление инструмента и технологической оснастки | 91,4                |
| ЗАО «Сплав» | производство цветного, чугунного и стального литья | 71,7                |
| ЗАО ПКБ «Автоматика» | НИОКР и конструкторско-инжиниринговая деятельность | 60                  |
| ООО Морской перегрузочный комплекс «Кировского завода» | проектирование, строительство, реконструкция и эксплуатация морского перегрузочного комплекса (терминала) | 80                  |
| ООО СП «Кировец-ЛандТехник СПб» | производство кормоуборочных комбайнов и других сельскохозяйственных машин | 51                  |
| ЗАО «Путиловская электростанция» | строительство и эксплуатация электростанции | 50                  |
| ЗАО «Остров» | оказание складских услуг | 50                  |
| ОАО «Петербургская ярмарка» | организация и проведение выставок, ярмарок и презентаций | 50                  |
| ОАО «Экспомаркет» | организация и эксплуатация таможенных и консигнационных складов | 50                  |
| ЗАО «Керамин Санкт-Петербург» (Ленобласть, МО Ломоносовский район, пос. Горелово) | производство керамических изделий | 35                  |